# Liste der denkmalgeschützten Objekte in Langenzersdorf
Die Liste der denkmalgeschützten Objekte in Langenzersdorf enthält die 12 denkmalgeschützten, unbeweglichen Objekte der niederösterreichischen Marktgemeinde Langenzersdorf.

## Denkmäler
| Foto |                 | Denkmal                                                                       | Standort                                               | Beschreibung | Metadaten |
| ---- | --------------- | ----------------------------------------------------------------------------- | ------------------------------------------------------ | --- | --- |
| ja   | Datei hochladen | Priestergrabkapelle HERIS-ID: 26340 Objekt-ID: 22811                          | Friedhofstraße 60 Standort KG: Langenzersdorf          | | BDA-Hist.: Q37901347 Status: § 2a Stand der BDA-Liste: 2025-06-30 Name: Priestergrabkapelle GstNr.: 489/2                                                                          |
| ja   | Datei hochladen | Steinkreuz HERIS-ID: 22005 Objekt-ID: 18331                                   | Friedhofstraße 60 Standort KG: Langenzersdorf          | | BDA-Hist.: Q37866545 Status: § 2a Stand der BDA-Liste: 2025-06-30 Name: Steinkreuz GstNr.: 489/2                                                                                   |
| ja   | Datei hochladen | Postgebäude, Ehem. Gemeindeamt HERIS-ID: 22448 Objekt-ID: 18781               | Hauptplatz 1 Standort KG: Langenzersdorf               | Das ehemalige Gemeindeamt ist ein zweigeschoßiger Bau mit klassizistischem Zwerchgiebel, das im zweiten Viertel des 19. Jahrhunderts errichtet wurde. | BDA-Hist.: Q37869552 Status: § 2a Stand der BDA-Liste: 2025-06-30 Name: Postgebäude, Ehem. Gemeindeamt GstNr.: .31                                                                 |
| ja   | Datei hochladen | Bildstock hl. Urban HERIS-ID: 22998 Objekt-ID: 19345                          | bei Kellergasse 84 Standort KG: Langenzersdorf         | Der in der zweiten Hälfte des 15. Jahrhunderts errichtete Weintor-Bildstock ist ein spätgotischer, achteckiger Pfeiler mit einem nach einer Seite offenen Steintabernakel, das von einer Steinpyramide mit Metallkreuz bekrönt wird. In der Nische ist ein Metallrelief des hl. Urban aus dem 20. Jahrhundert zu sehen. | BDA-Hist.: Q37873881 Status: § 2a Stand der BDA-Liste: 2025-06-30 Name: Bildstock hl. Urban GstNr.: 1091/2 Langenzersdorf-Bildstock Kellergasse                                    |
| ja   | Datei hochladen | Wohnhaus HERIS-ID: 22449 Objekt-ID: 18782                                     | Korneuburger Straße 14 Standort KG: Langenzersdorf     | Das Wohnhaus Korneuburger Straße 14 ist ein zweigeschoßiger Bau mit Volutengiebel, errichtet im Jahr 1903. | BDA-Hist.: Q37869568 Status: Bescheid Stand der BDA-Liste: 2025-06-30 Name: Wohnhaus GstNr.: .77, 113                                                                              |
| ja   | Datei hochladen | Haader Haus HERIS-ID: 22450 Objekt-ID: 18783                                  | Korneuburger Straße 20 Standort KG: Langenzersdorf     | Das sogenannte Haader Haus ist eine ehemalige Poststation aus dem späten 18. Jahrhundert. Die zweigeschoßige dreiflügelige Anlage verfügt über eine Biedermeierfassade mit genutetem Erdgeschoß und Reliefdarstellungen der vier Jahreszeiten und antiker Gottheiten über den Erdgeschoßfenstern. Der Mittelflur im Inneren ist platzlgewölbt. | BDA-Hist.: Q37869593 Status: Bescheid Stand der BDA-Liste: 2025-06-30 Name: Haader Haus GstNr.: .74                                                                                |
| ja   | Datei hochladen | Kath. Filialkirche hl. Josef der Arbeiter HERIS-ID: 22451 Objekt-ID: 18784    | Krottendorfer Straße 46-50 Standort KG: Langenzersdorf | Die Filialkirche hl. Josef der Arbeiter wurde in den Jahren 1982/1983 durch Architekt Roland Rainer erbaut. | BDA-Hist.: Q19971197 Status: § 2a Stand der BDA-Liste: 2025-06-30 Name: Kath. Filialkirche hl. Josef der Arbeiter GstNr.: 2197 Filialkirche hl. Josef der Arbeiter, Langenzersdorf |
| ja   | Datei hochladen | Pfarrhof HERIS-ID: 22456 Objekt-ID: 18789                                     | Obere Kirchengasse 6 Standort KG: Langenzersdorf       | Der Pfarrhof von Langenzersdorf ist ein zweiflügeliger Bau mit dominierendem Hauptgeschoß. Der Straßentrakt stammt im Kern vielleicht aus dem 16. Jahrhundert. Der spätbarocke Gartenflügel ist an der Portalädikula im Hof mit 1746 bezeichnet. Das Erdgeschoß ist kreuzgratgewölbt. Im Hauptgeschoß befindet sich eine Flachdecke mit geschwungenen Putzschnittspiegeln. Im Gartenflügel liegt eine kleine Sala terrena, ein zweijochiger kreuzgratgewölbter Raum mit Grotten- und Stuckdekoration aus der Mitte des 18. Jahrhunderts. Der ovale Grottenpavillon mit Tuffsteinauskleidung, dessen Reste im Garten zu sehen sind, wurde nach 1761 erbaut.                                 | BDA-Hist.: Q37869620 Status: § 2a Stand der BDA-Liste: 2025-06-30 Name: Pfarrhof GstNr.: .115                                                                                      |
| ja   | Datei hochladen | Kath. Pfarrkirche hl. Katharina HERIS-ID: 22455 Objekt-ID: 18788              | Obere Kirchengasse 6a Standort KG: Langenzersdorf      | Die Pfarrkirche hl. Katharina ist eine dreischiffige, frühgotische, barockisierte Staffelbasilika mit spätbarockem Südturm und späteren Anbauten. | BDA-Hist.: Q1544794 Status: § 2a Stand der BDA-Liste: 2025-06-30 Name: Kath. Pfarrkirche hl. Katharina GstNr.: 84 St. Katharina (Langenzersdorf)                                   |
| ja   | Datei hochladen | Kriegerdenkmal HERIS-ID: 22458 Objekt-ID: 18791                               | Obere Kirchengasse 6a Standort KG: Langenzersdorf      | Das im Jahre 1922 von Bildhauer Anton Hanak errichtete Kriegerdenkmal ist eine auf einem Sockel ruhende abgestumpfte Pyramide aus Sandsteinblöcken. Sie verfügt über vier Inschriftentafeln aus Granit, in denen Inschriften und die Namen der im Ersten Weltkrieg gefallenen Langenzersdorfer eingemeißelt sind und wird von einem einfachen Eisenkreuz bekrönt. Im Hintergrund der Pyramide sind an der Umfassungsmauer seit 1958 Granittafeln mit den Gefallenen des Zweiten Weltkriegs angebracht. | BDA-Hist.: Q37869650 Status: § 2a Stand der BDA-Liste: 2025-06-30 Name: Kriegerdenkmal GstNr.: 84                                                                                  |
| ja   | Datei hochladen | Gutshof/Meierhof (herrschaftlich), Tuttenhof HERIS-ID: 22447 Objekt-ID: 18780 | Tuttendörfl 1 Standort KG: Langenzersdorf              | Der Tuttenhof wurde bereits in den Jahren 1400 und 1530 als Wirtschaftshof des Stiftes Klosterneuburg erwähnt. Die Anlage in ihrer heutigen Form entstand im 17. Jahrhundert. Die Wohn- und Wirtschaftsgebäude sind weiträumig in U-Form angeordnet. Im Nordosten liegt der zweigeschoßige giebelständige Wohntrakt mit weit vorragendem Risalit. Dieser Trakt ist im Zwerchgiebel und an einem reliefierten Wappen mit 1666 bezeichnet. In allen Räumen des Erd- und Obergeschoßes befinden sich Kreuzgratgewölbe mit angeputzten Graten. Das an den Wohntrakt anschließende, eingeschoßige Wirtschaftsgebäude verfügt über eine zweischiffige Pfeilerhalle mit weiten Kreuzgratgewölben. | BDA-Hist.: Q37869541 Status: § 2a Stand der BDA-Liste: 2025-06-30 Name: Gutshof/Meierhof (herrschaftlich), Tuttenhof GstNr.: .131                                                  |
| ja   | Datei hochladen | Figur hl. Johannes Nepomuk HERIS-ID: 26339 Objekt-ID: 22810                   | Wiener Straße Standort KG: Langenzersdorf              | Eine Nepomuk-Statue auf einem hohen, dreiarmigen Volutensockel. Ein Werk von Stefan Gabriel Steinböck aus dem Jahr 1766. | BDA-Hist.: Q37901331 Status: § 2a Stand der BDA-Liste: 2025-06-30 Name: Figur hl. Johannes Nepomuk GstNr.: 1707/1 Nepomukstatue (Langenzersdorf)                                   |